# Václavice
Václavice (en allemand : Wenzelsberg) est une commune du district de Benešov, dans la région de Bohême-Centrale, en République tchèque. Sa population s'élevait à 597 habitants en 2020.

## Géographie
Václavice se trouve à 6 km à l'ouest du centre de Benešov et à 35 km au sud-sud-est de Prague.
La commune est limitée par Týnec nad Sázavou et Benešov au nord, par Chlístov à l'est, par Benešov et Neveklov au sud, et par Chrášťany à l'ouest.

## Histoire
La première mention écrite de la localité date de 1194.

## Galerie

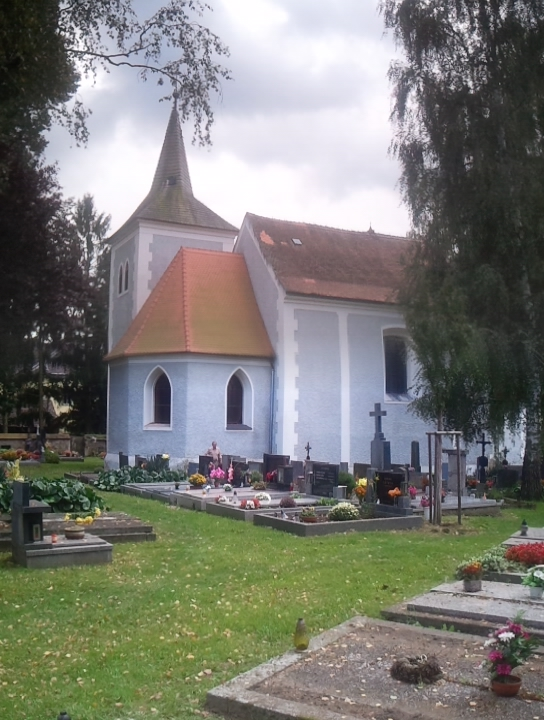
L'église Saint-Venceslas.
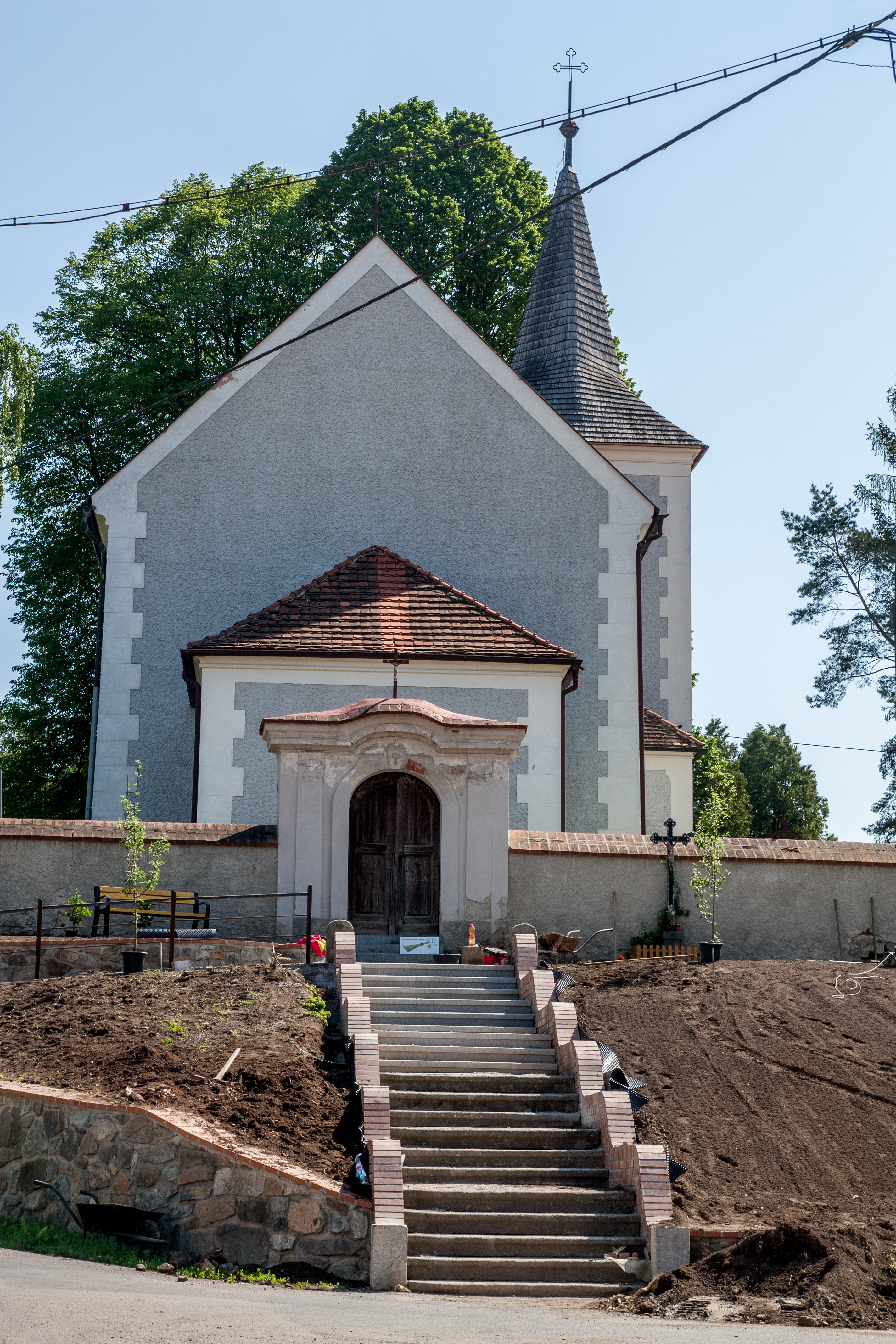
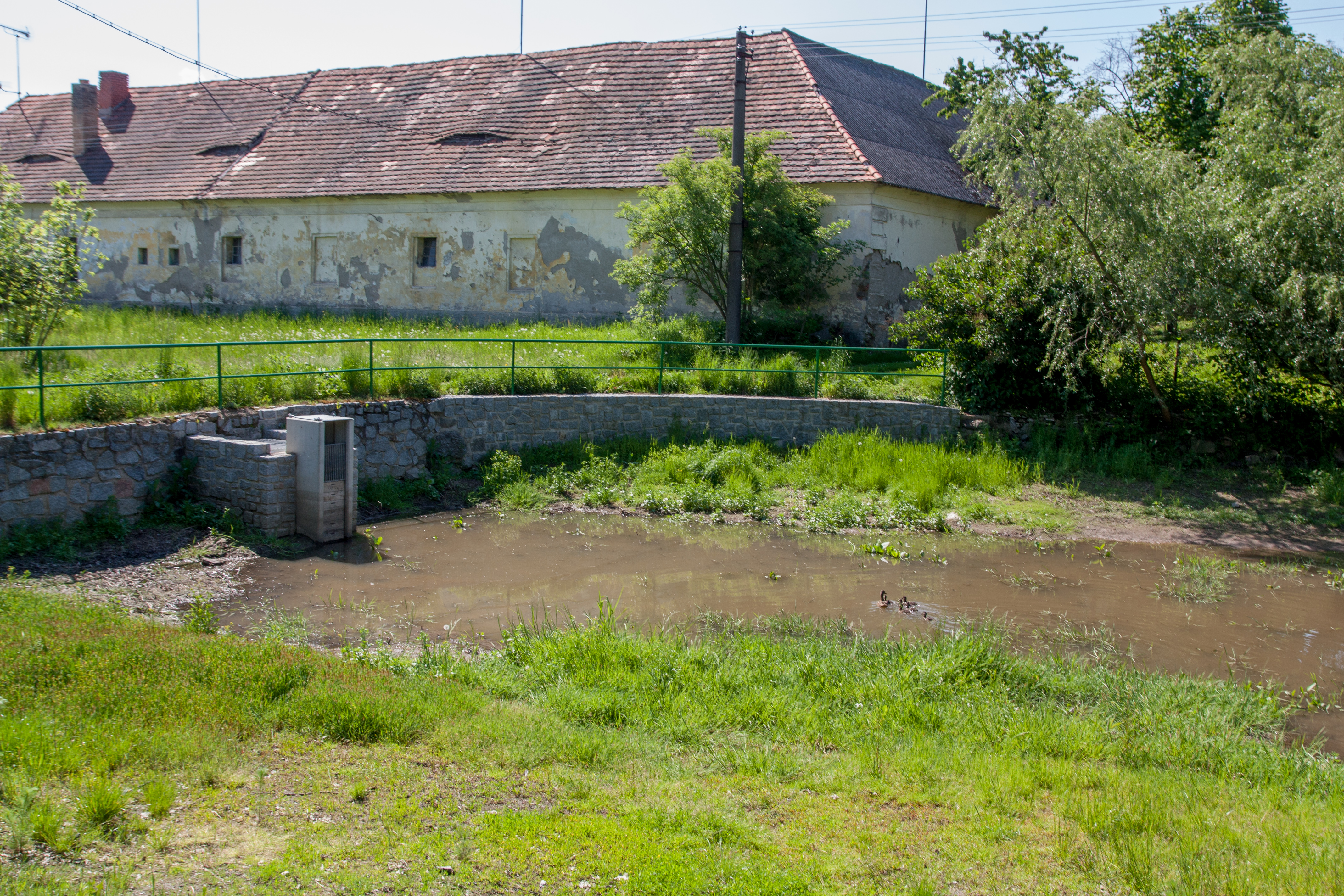
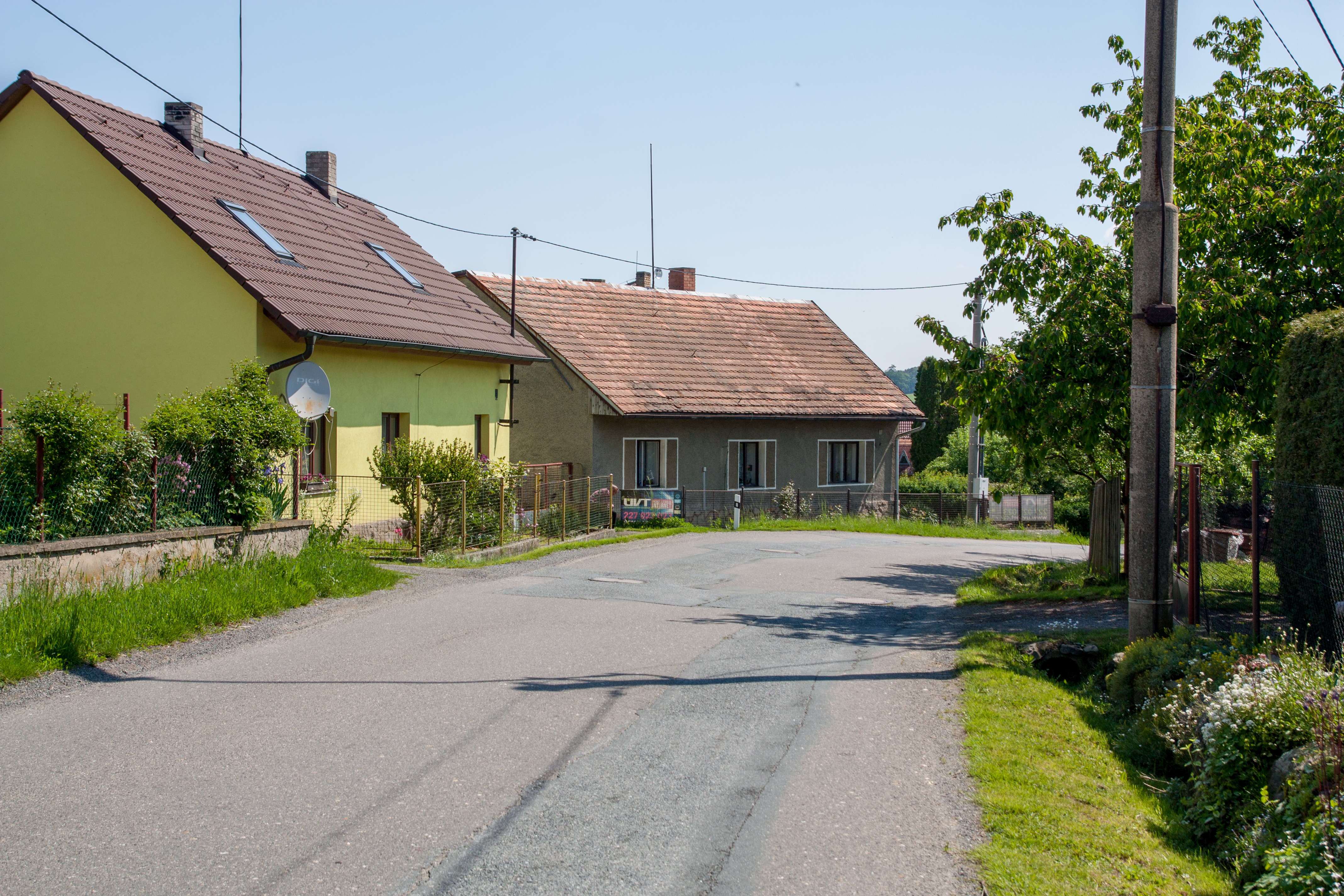
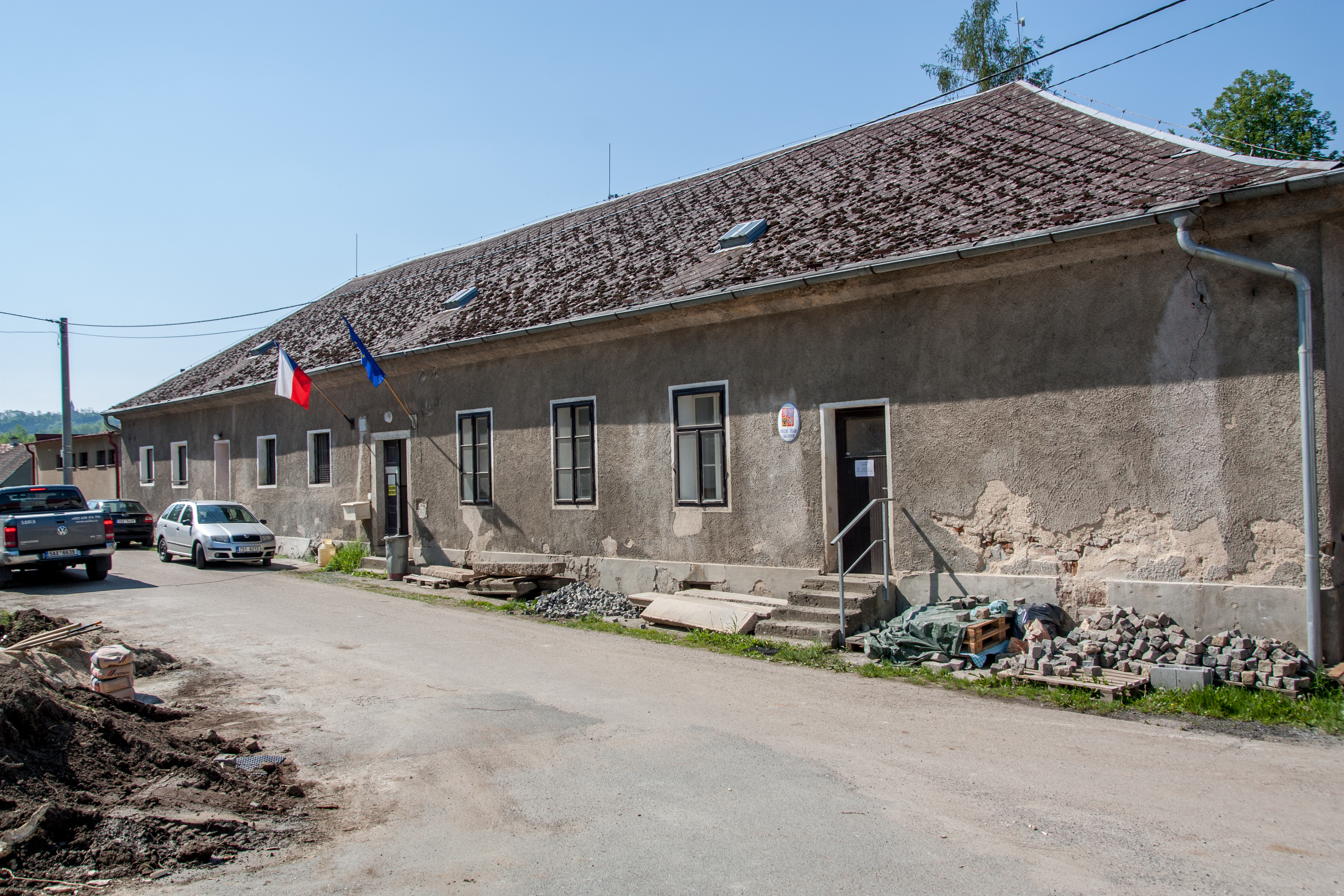